# Минице
Минице (чеш. Minice, бывш. нем. Minitz) — муниципалитет на юге Чешской Республики, в Южночешском крае. Входит в состав района Писек.
Один из самых малонаселённых муниципалитетов Чехии.

## География и транспорт
Расположен в южной части района, в 3,5 км к юго-западу от города Мировице, в 22,5 км к северо-западу от Писека и в 66 км к северо-западу от Ческе-Будеёвице.
Граничит с муниципалитетом Мишовице (с севера и с востока) и с муниципалитетом Миштице района Страконице (с юга).
Связан автобусным сообщением с городом Мировице.

## История
Впервые упоминается в 1312 году как часть владения Орлик.
В 1869 году являлась частью муниципалитета Гороседли, затем до 1950-х годов — частью муниципалитета Каковице, затем до 1984 года — частью муниципалитета Мишовице.
В 1985—90 годах — часть города Мировице, с 1990 года — самостоятельный муниципалитет.
Каменный крест на площади у пруда входит в список памятников культуры района Писек.

### Изменение административного подчинения
- 1850 год — Австрийская империя, Богемия, край Пльзень, политический район Бржезнице, судебный район Мировице;
- 1855 год — Австрийская империя, Богемия, край Писек, судебный район Мировице;
- 1868 год — Австро-Венгрия, Цислейтания, Богемия, политический район Писек, судебный район Мировице[6];
- 1920 год — Чехословацкая Республика, Ческе-Будеёвицкая жупания[чеш.], политический район Писек, судебный район Мировице
- 1928 год — Чехословацкая Республика, Чешская земля, политический район Писек, судебный район Мировице
- 1939 год — Протекторат Богемии и Моравии, Богемия, область Табор, политический район Писек, судебный район Мировитц[7]
- 1945 год — Чехословацкая Республика, Чешская земля, административный район Писек, судебный район Мировице[8]
- 1949 год — Чехословацкая Республика, Ческе-Будеёвицкий край, район Писек[9]
- 1960 год — ЧССР, Южночешский край, район Писек
- 2003 год — Чехия, Южночешский край, район Писек, ОРП Писек

## Население
| Год  | Численность | Численность |
| ---- | ----------- | ----------- |
| 1869 | 149         | [ 10 ]      |
| 1880 | 139         | [ 10 ]      |
| 1890 | 135         | [ 10 ]      |
| 1900 | 131         | [ 10 ]      |
| 1910 | 119         | [ 10 ]      |
| 1921 | 120         | [ 10 ]      |
| 1930 | 110         | [ 10 ]      |
| 1950 | 67          | [ 10 ]      |
| 1961 | 56          | [ 10 ]      |
| 1970 | 56          | [ 10 ]      |
| 1980 | 48          | [ 10 ]      |
| 1991 | 45          | [ 10 ]      |
| 2001 | 37          | [ 10 ]      |
| 2014 | 38          | [ 11 ]      |
| 2016 | 37          | [ 12 ]      |
| 2017 | 36          | [ 13 ]      |
| 2018 | 35          | [ 14 ]      |
| 2019 | 34          | [ 15 ]      |
| 2020 | 34          | [ 16 ]      |
| 2021 | 31          | [ 17 ]      |
| 2022 | 32          | [ 18 ]      |
| 2023 | 30          | [ 19 ]      |
| 2024 | 28          | [ 20 ]      |
| 2025 | 28          | [ 3 ]       |

По переписи 2011 года в деревне проживало 39 человек (из них 31 чех и 8 не указавших национальность, в 2001 году — все чехи), из них 19 мужчин и 20 женщин (средний возраст — 51,1 года).
Из 36 человек старше 14 лет 10 имели базовое (в том числе неоконченное) образование, 20 — среднее, включая учеников (из них 7 — с аттестатом зрелости) и 1 — высшее профессиональное и 4 — высшее (1 бакалавр и 3 магистра).
Из 39 человек 15 были экономически активны, 19 — неактивны (15 неработающих пенсионеров, 3 учащихся и 1 иждивенец).
Из 15 работающих 3 работали в сельском хозяйстве, 1 — в промышленности, 1 — в строительстве, 1 — в транспортно-складской отрасли, 1 — в информатике и связи, 1 — в финансово-страховой сфере.